# Осіпи-Видзьори-Перші
Осіпи-Видзьори-Перші (пол. Osipy-Wydziory Pierwsze) — село в Польщі, у гміні Високе-Мазовецьке Високомазовецького повіту Підляського воєводства.
Населення — 30 осіб (2011).
У 1975-1998 роках село належало до Ломжинського воєводства.

## Демографія
Демографічна структура станом на 31 березня 2011 року:
|          | Загалом | Допрацездатний вік | Працездатний вік | Постпрацездатний вік |
| -------- | ------- | ------------------ | ---------------- | -------------------- |
| Чоловіки | 19      | 5                  | 12               | 2                    |
| Жінки    | 11      | 0                  | 8                | 3                    |
| Разом    | 30      | 5                  | 20               | 5                    |